# Liriomyza richteri
Liriomyza richteri este o specie de muște din genul Liriomyza, familia Agromyzidae, descrisă de Erich Martin Hering în anul 1927. Conform Catalogue of Life specia Liriomyza richteri nu are subspecii cunoscute.